# Ernst von Zabeltitz
Leonhard Matthias Ernst von Zabeltitz (* 22. Dezember 1871 in Eichow bei Cottbus; † 1. Dezember 1953 in Berleburg) war ein deutscher Rittergutsbesitzer und Parlamentarier.

## Herkunft
Seine Eltern waren Friedrich Ludwig Leonhard von Zabeltitz (1844–1891) und dessen Ehefrau Elisabeth von Köller (1845–1937), Tochter des Generallandschaftsdirektor von Pommern Ernst Matthias von Köller und der Julie von Wedell.

## Leben
Ernst von Zabeltitz ging als Zögling auf die Ritterakademie Brandenburg. Dann studierte er an der Ruprecht-Karls-Universität Heidelberg Rechtswissenschaften. 1891 wurde er Mitglied des Corps Saxo-Borussia Heidelberg. Nach dem Referendarexamen wurde er als Oberleutnant 1896 Besitzer des Rittergutes Eichow im Landkreis Cottbus. 1899 heiratete er in Berlin Elisabeth Gräfin Pourtales-Laasow (1876–1926).
Nach dem Zweiten Weltkrieg lebte er in Berleburg. Von Zabeltitz war Mitglied des Preußischen Herrenhauses. Er war zuletzt Rittmeister der Reserve.
Sein Rittergut Eichow umfasste 1929, kurz vor der großen Wirtschaftskrise, 905 ha Land, davon waren 584 ha Forsten. Noch vor der Bodenreform 1945 übertrug er seinem Sohn Roderich Egidius Leonhard von Zabeltitz (1902–1982) den Besitz.